# Mnichus

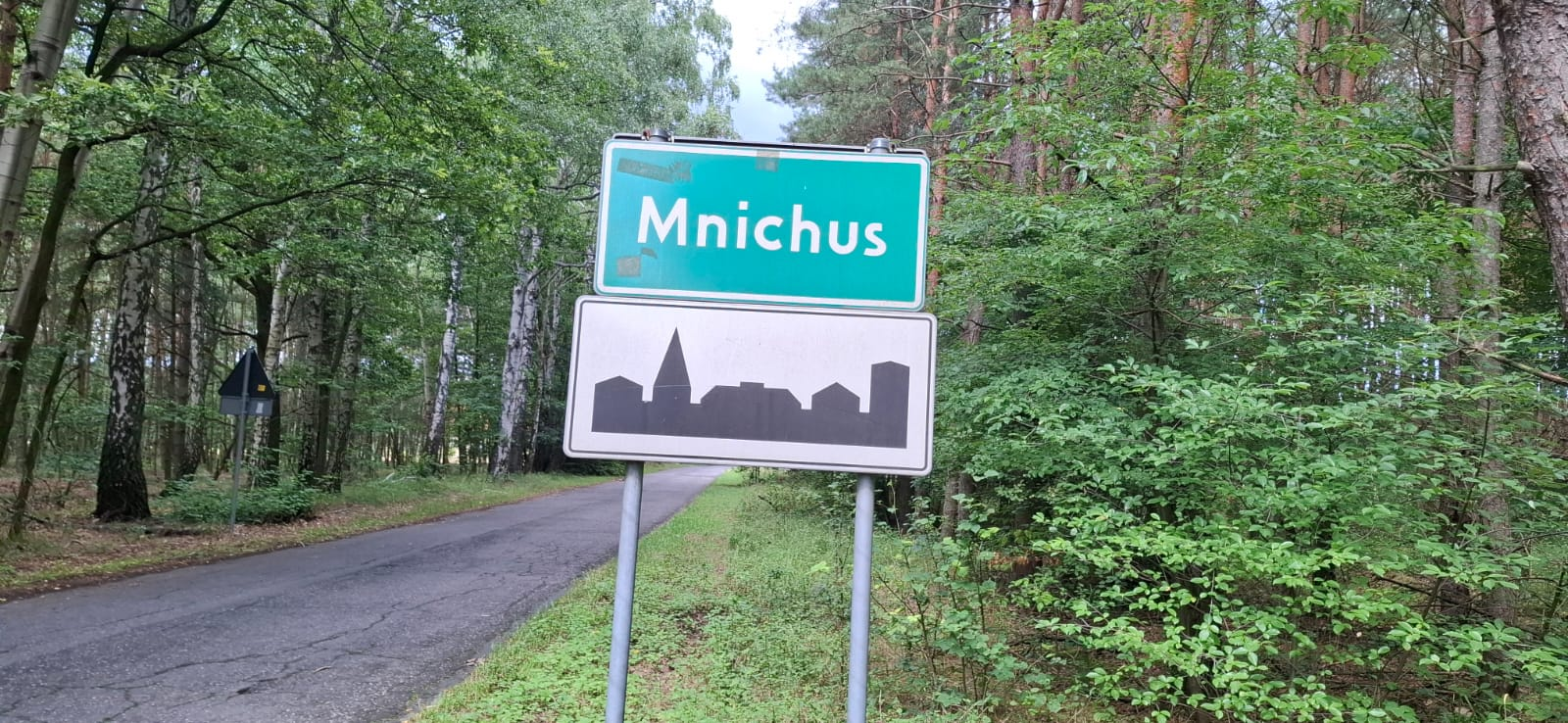
Tabliczka wjazdowa do Mnichusa

Mnichus (do 2009 Mnichów, niem. Münchhausen) – wieś w województwie opolskim, w powiecie opolskim, w gminie Ozimek.
W potocznym obiegu funkcjonuje także nazwa Mnichów, którą wieś nosiła oficjalnie do 2008.